# Alegres vacaciones
Pour plus de détails, voir Fiche technique et Distribution.
Alegres vacaciones est un film d'animation espagnol réalisé par José María Blay, Guido Leoni et Arturo Moreno, sorti en 1948. 
Il s'agit d'une suite du premier long métrage d'animation espagnol, Garbancito de la Mancha (1945).

## Synopsis
Le personnel des studios d'animation ayant abandonné les personnages pour partir en vacances, ceux-ci décident à leur tour d'aller voir du pays. Chirili et Kiriqui vont à Palma ; Pelocha visite Valence ; Garbancito et Peregrina parcourent l'Andalousie ; Pajarón, Manazas et Pelanas vont explorer quelques coins du Maroc et le géant Caramanca se rend à Madrid et dans le nord de la péninsule.
Un mois plus tard, tous les personnages se retrouvent et se racontent leurs aventures respectives.

## Fiche technique
- Titre : Alegres vacaciones
- Réalisation : José María Blay, Arturo Moreno et Guido Leoni
- Scénario : José María Blay et Arturo Moreno
- Production : Ramón Balet et José María Blay
- Musique : Ramón Ferrés
- Pays d'origine : Modèle:Espage
- Langue originale : espagnol
- Durée : 73 minutes
- Format : couleurs
- Date de sortie :
  - Espagne : 18 octobre 1948 à Barcelone

## Commentaires
L'originalité de ce film — tourné, il faut le reconnaître, plus rapidement que le premier — tient aussi dans les vues réelles de paysages espagnols insérées dans l'animation[réf. nécessaire].
La critique a parfois déploré les accents patriotiques, trop familiers dans cette Espagne franquiste[réf. nécessaire].